# لیاخوی کوچک
لیاخوی کوچک (به لاتین: Little Liakhvi) یک رود در گرجستان است که در اوستیای جنوبی واقع شده‌است. درازای آن ۶۳ کیلومتر (۳۹ مایل) است و دارای حوضه زهکشی ۵۱۳ کیلومتر مربع (۱۹۸ مایل مربع) است. این شاخه سمت چپ لیاخوی بزرگ است که در نزدیکی روستای شیندیسی در شهرداری گوری به آن می‌پیوندد.